# Vegard Heggem
Vegard Heggem (Trondheim, 13 juli 1975) is een voormalig betaald voetballer uit Noorwegen die speelde als verdediger. Hij beëindigde zijn loopbaan in 2003 bij de Engelse club Liverpool FC.

## Interlandcarrière
Onder leiding van bondscoach Egil Olsen maakte Heggem zijn debuut voor het Noors voetbalelftal op 25 februari 1998 in de vriendschappelijke wedstrijd in en tegen Frankrijk (3-3). Hij viel in dat duel na 79 minuten in voor Lars Bohinen en nam de derde Noorse treffer voor zijn rekening. Heggem speelde in totaal twintig interlands en scoorde één keer voor zijn vaderland.

## Erelijst
Rosenborg BK
- Tippeligaen

1995, 1996, 1997
- Noorse beker

1995
 Liverpool FC
- UEFA Cup

2001